# Клапшот
Клапшот (англ. clapshot) — традиционное шотландское блюдо, которое возникло в Оркни . Может быть подано с хаггисом, овсяными лепёшками , фаршем, колбасой или холодным мясом . Готовится как пюре из брюквы (турнепса) или репы  и картофеля («Neeps and tatties») с добавлением зелёного лука, масла, соли и перца; некоторые версии включают лук . 
Название оркадское по происхождению .